# Joe McCartin

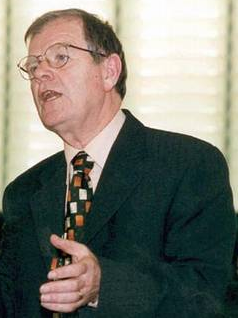
Joe McCartin (vor 2006)

John Joseph McCartin (genannt Joe, * 24. April 1939 in Aughnasheelan, Ballinamore, County Leitrim) ist ein irischer Politiker.

## Leben
McCartin besuchte das St. Patrick's College in Cavan. Schon als 17-Jähriger trat er der Fine Gael bei. Gemeinsam mit seinem Bruder gründete er das Unternehmen McCartin Bros, um einen regen Handel mit Produkten für die Land- und Forstwirtschaft aufzuziehen. Zwischenzeitlich war das Unternehmen größter Arbeitgeber im County Leitrim.
1967 wurde er in den Leitrim County Council gewählt. 1973 kandidierte er erfolgreich auf der Landwirtschaftsliste für den Seanad Éireann. Im Senat blieb er bis Juni 1981, als er sich für den Wahlkreis Sligo−Leitrim um einen Sitz im Dáil Éireann zur Wahl stellte und als Teachta Dála sodann in das Unterhaus einzog. Zwischenzeitlich verlor er seinen Sitz im Februar 1982, konnte ihn aber im November wieder gewinnen. Bei den Wahlen 1987 war er dann nicht mehr erfolgreich und trat nicht mehr an.
Bereits 1979 war er als Abgeordneter in das Europäische Parlament für den Bezirk Connacht–Ulster gewählt worden. Dort gehörte er der EVP-Fraktion an. 2004 trat er nicht mehr zur Wahl zum Europäischen Parlament an. Ihm wurde im gleichen Jahr in Budapest die Robert-Schuman-Medaille für seinen außerordentlichen Beitrag zu Frieden und Einheit in Europa und für die Förderung menschlicher Werte verliehen.

## Privates
McCartin war seit 1972 mit Ann Clarke, die 2019 verstarb, verheiratet, von der er zwei Kinder hat.